# Pseudospondias
Pseudospondias és un gènere de plantes que conté quatre espècies, pertany a la família de les anacardiàcies. El gènere va ser descrit per Adolf Engler el 1883.
L'espècie tipus és Pseudospondias microcarpa.

## Taxonomia
| - Pseudospondias gigantea - Pseudospondias longifolia - Pseudospondias luxurians - Pseudospondias microcarpa |